# Olešnice (kraj liberecki)
Olešnice – gmina w Czechach, w powiecie Semily, w kraju libereckim. Według danych z dnia 1 stycznia 2013 liczyła 181 mieszkańców.